# Matthias Schläpfer
Matthias Schläpfer (* 30. März 1763 in Trogen; † 6. Mai 1830 in Lyon; heimatberechtigt in Trogen) war ein Schweizer Kaufmann, Unternehmer und Konsul aus dem Kanton Appenzell Ausserrhoden.

## Leben
Michael Schläpfer war ein Sohn von Michael Schläpfer, vermutlich Bleichebesitzer, und Anna Barbara Sturzenegger. Im Jahr 1800 heiratete er Anna Barbara Heidegger, Tochter von Johann Heinrich Heidegger. Bis 1813 war er Geschäftsführer des Handelshauses von Jacob Zellweger in Genua. Danach war er vermutlich Inhaber einer eigenen Handelsfirma. Von 1806 bis 1819 war er Schweizer Handelskommissar. Ab 1819 bis 1830 amtierte er als erster Schweizer Konsul in Genua. Er war Mitgründer der evangelischen Kirche capella protestante in Genua.